# 라슈코

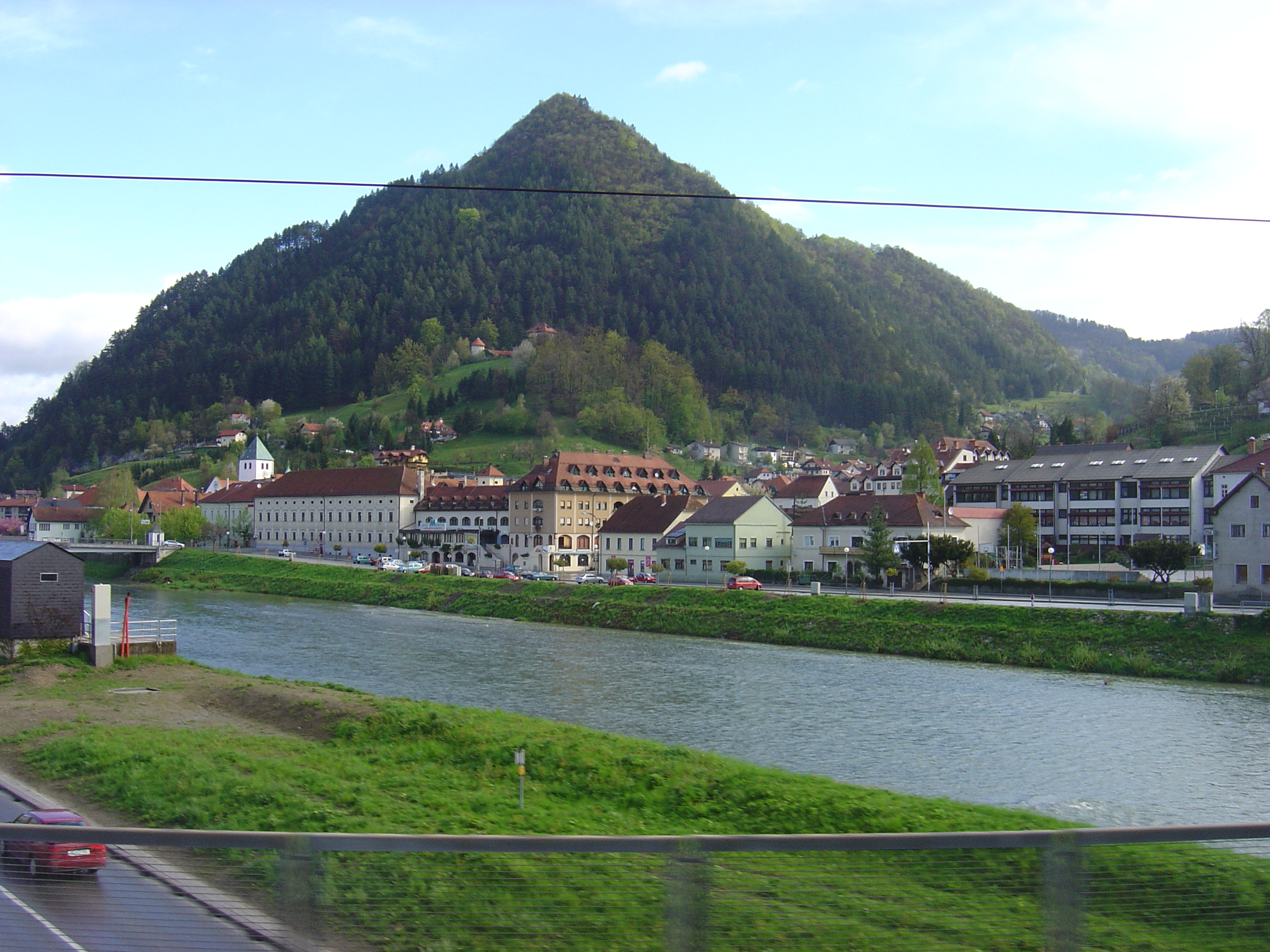
라슈코

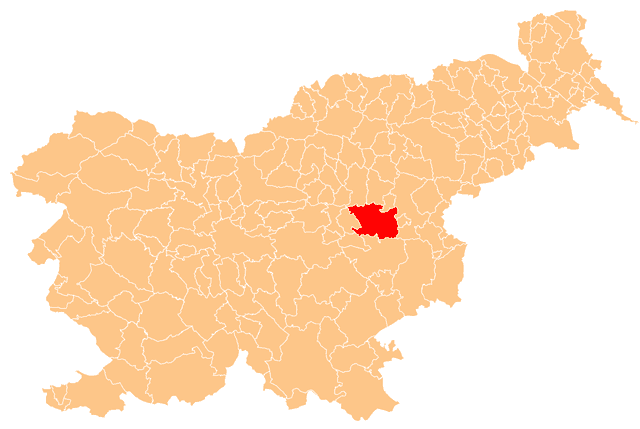
라슈코의 위치

라슈코(슬로베니아어: Laško, 독일어: Tüffer 튀퍼[*])는 슬로베니아의 도시로 면적은 197.5km2, 인구는 13,730명(2002년 기준), 인구 밀도는 69.5명/km2이다.